# Luke O'Neill
Luke O'Neill, född 20 augusti 1991 i Slough, är en engelsk fotbollsspelare som spelar i den engelska klubben AFC Wimbledon, där han främst spelar som högerback.

## Karriär
O'Neill är en produkt av Leicester Citys ungdomsakademi. Han anslöt sig till akademin år 2005 och skrev på för a-laget år 2008. Han har spelat en match för a-laget, då han spelade hela matchen i ligacupen mot Macclesfield Town. Leicester vann matchen 2-0.